# 燕京神学院
40°01′49″N 116°22′12″E / 40.030239°N 116.370042°E

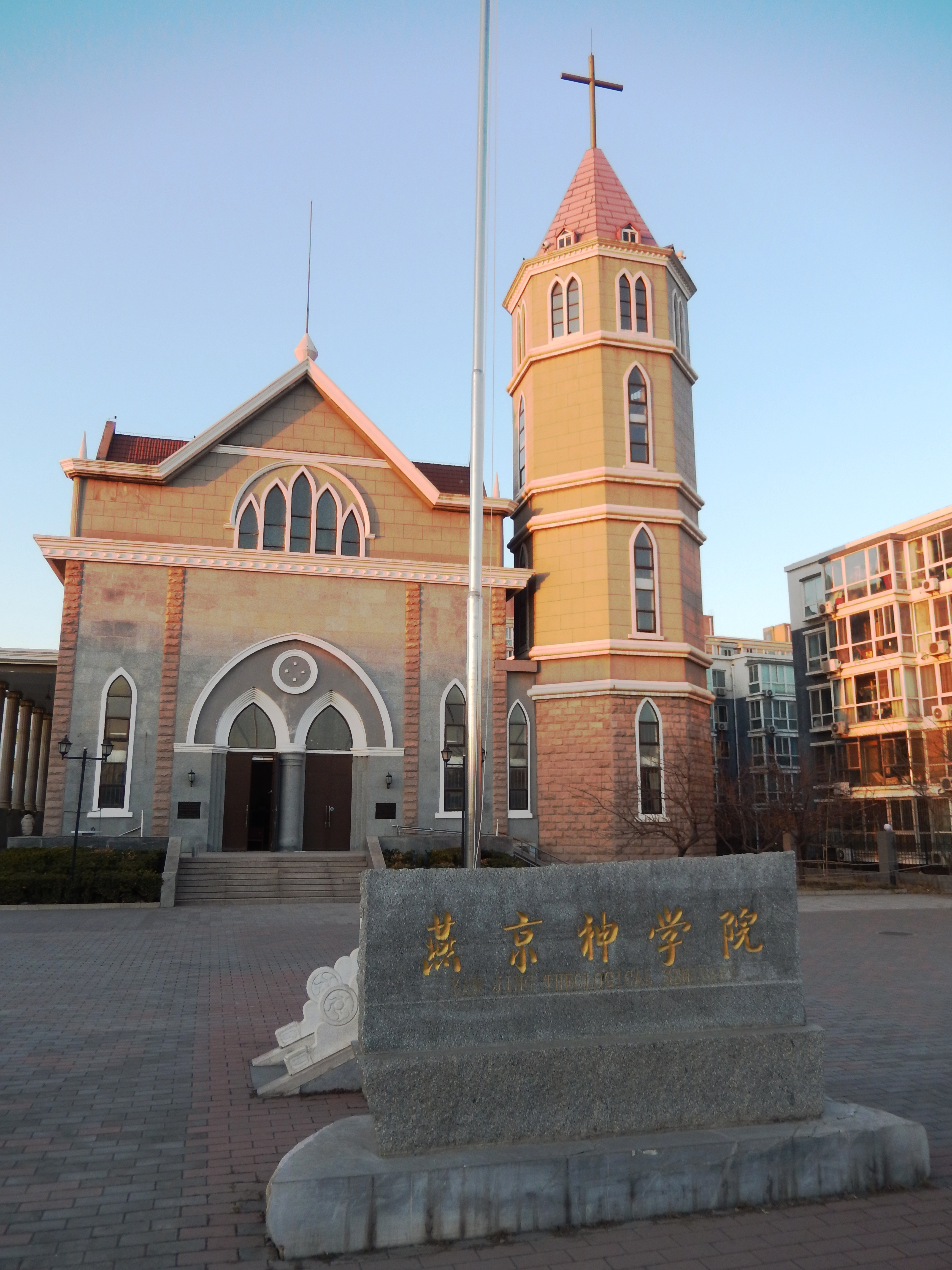
燕京神學院教堂

燕京神学院，位于北京市海淀区东升地区清河路181号，是中国基督教新教三自爱国教会开办的一所神学院。

## 沿革

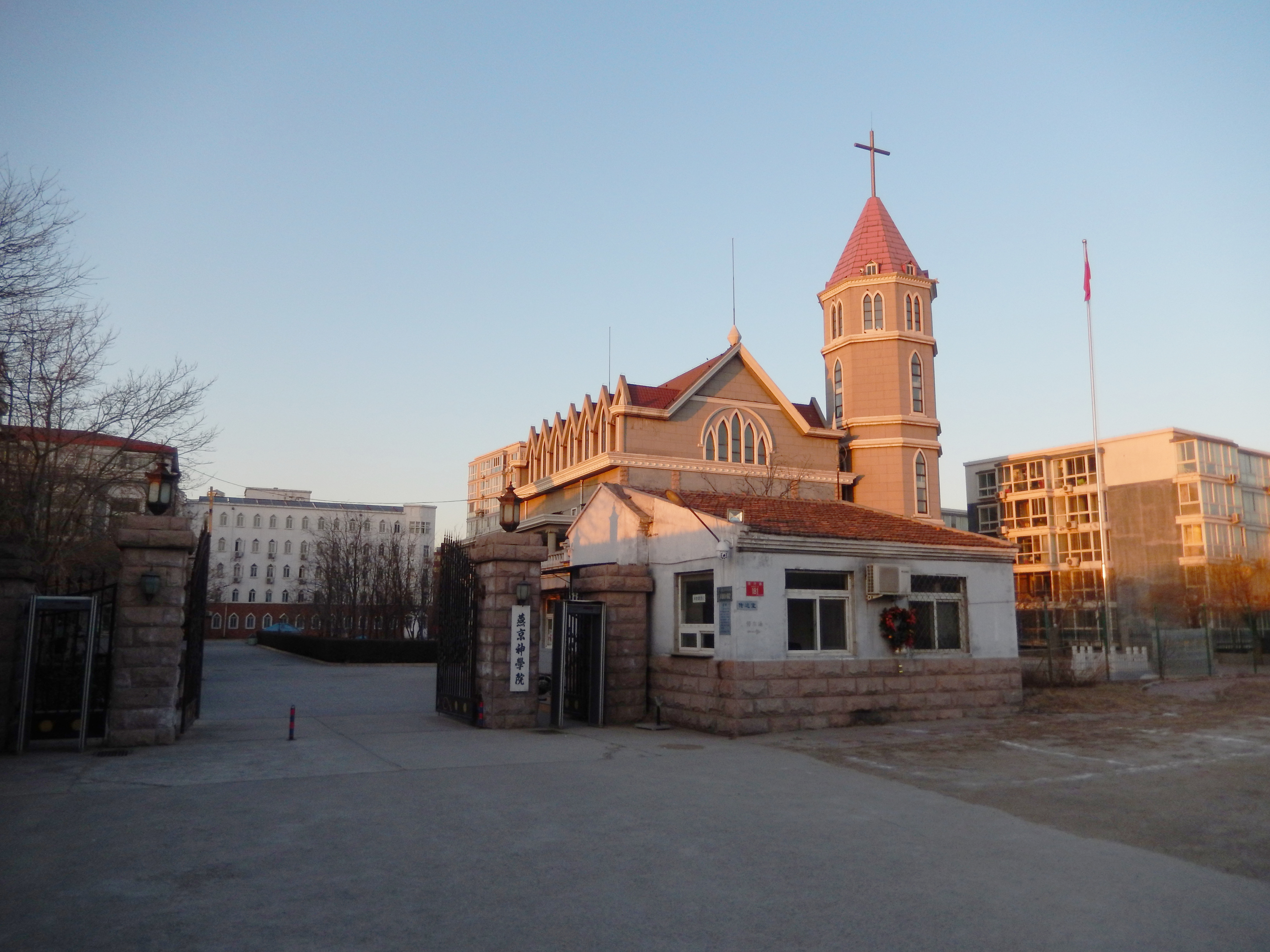
燕京神學院

前身为燕京大学宗教学院（1925年由燕京大学神科更名而来），1950年独立成为燕京宗教学院。1953年4月19日，燕京宗教学院、北京神学院和联合女子圣道学院联合为燕京协和神学院。1953年夏，北京圣洁教会神学院、东北神学院、华内浸会神学院参加联合。1953年至1956年间，汉口信义会神学院、湖南圣经学院、北京神召会真理学院、华中协和神学院、北京香山灵修学院参加联合，形成了11所神学院校联合组成燕京协和神学院的局面。1961年， 中国基督教第二届全国会议决定，燕京协和神学院与南京金陵协和神学院合并， 燕京协和神学院的一部分迁往南京，另一部分留在北京组成金陵协和神学院北京研究室。 
“文革”时期一度停办。1983年北京基督教会成立北京神学院。1986年6月，北京、天津、河北、山西、内蒙古、陕西、甘肃、宁夏、青海、新疆等十个省、自治区、直辖市的基督教协会与基督教三自爱国运动委员会联合恢复成立燕京神学院，成为中国基督教新教教会五大区域性神学院校之一，北京神学院、天津神学院等神学院校并入燕京神学院。该神学院校址设在北京市东城区东单北大街43号。1992年燕京神学院在北京市海淀区清河镇附近建设新址。1997年9月，该神学院的学员完成搬迁。

## 历任董事长、院长
燕京大学宗教学院院长
1. 刘廷芳（1921年—1926年）
2. 李荣芳（1927年）
3. 赵紫宸（1928年—1941年）
4. 李荣芳（1946年—1947年）
5. 赵紫宸（1947年—1950年)

燕京宗教学院院长
1. 赵紫宸（1950年—1952年）
2. 蒋翼振（1952年—1953年）（暂代）

燕京协和神学院
- 院务委员会主席：王梓仲（1953年—？）
- 院务委员会副主席：蒋翼振（1953年—？） 李步青（1953年—？）李荣芳牧师（1956年3月—？）
- 董事长：陈崇桂牧师（1956年3月—？）
- 副董事长：江长川会督（1956年3月—？）

燕京神学院院长
1. 刘清芬牧师（1986年—1988年）
2. 殷继增牧师（1988年—2001年7月）
3. 石泽生牧师（2001年9月—2005年）
4. 于新粒牧师（2005年—2010年）
5. 高英牧师（2010年—）

燕京神学院董事长
1. 殷继增牧师（1986年—1988年）
2. 刘清芬牧师（1988年—1997年）
3. 石泽生牧师（1997年—2001年）
4. 孔约翰牧师（2001年—2005年）
5. 陈克威牧师（2005年—2010年）
6. 范承祖牧师（2010年—）[3]